# 孔聚
孔聚（前230年—前176年），一作孔藂，一說孔熙，字子彦，孔子家族後裔，孔子十世孙，汉初将领。父孔树。

## 生平
秦二世元年（前209年），孔聚與陳賀一同，随劉邦在碭山起義，屢立戰功，授官左司馬、将军、都尉。
漢高祖五年（前202年），孔聚作為刘邦的部下，領左軍在垓下（今安徽灵璧东南）大敗項羽。六年正月被封為蓼侯。《淮阴侯诗》云：“但以怯名终得羽，谁为孔费两将军”。前176年，孔聚去世，时年五十三岁，谥“夷”。有子孔臧、孔让。